# Coco Chanel & Igor Stravinskij
Coco Chanel & Igor Stravinskij je francouzský dramaticko-komediální životopisný film z roku 2009 režiséra Jana Kounena, který pojednává o náhlém a krátkém citovém vzplanutí mezi světoznámou módní návrhářkou Coco Chanel a významným ruským hudebním skladatelem Igorem Stravinským, které se událo v roce 1920 poté, co Igor Stravinskij s celou svou početnou rodinou byl donucen emigrovat z tehdejšího revolučního a ruskou občanskou válkou zmítaného Sovětského Ruska do Francie. Film se kromě módního návrhářství a Stravinského hudby ve vedlejší dějové ose podrobně zmiňuje o vzniku světoznámého parfému Chanel No. 5. Snímek byl natočen podle knižní předlohy, kterou se stala novela Coco a Igor z roku 2002 Chrise Greenhalgha.

## Tvůrčí tým
- Hudba: Gabriel Yared, Igor Stravinskij
- Choreografie: Dominique Brun

## Děj
Děj filmu začíná již v roce 1913 jen nedlouho před vypuknutím 1. světové války, kdy měl v Théâtre des Champs-Élysées premiéru Stravinského skandální balet Svěcení jara (Le Sacre du Printemps), který měl vyjadřovat obrazy z pohanského Ruska, inspirované starým rituálem uctívání příchodu jara, na kterých spolupracoval s malířem Nicholasem Roerichem. Tato premiéra pak způsobila legendární veřejný poprask, vyvolaný jak hudbou, tak revoluční choreografií Václava Nižinského. Stravinskij i Nižinskij byli neúspěchem zklamáni, avšak podle Ďagilevových slov se „stalo přesně to, co chtěl“. Tohoto představení se jako divačka zúčastnila i Coco Chanel, která ale byla tímto avantgardním dílem unešena. 
S Igorem Stravinským se pak o sedm let později seznámila osobně na jednom společenském večírku v Paříži v době jeho emigrace, která nastala v důsledku Říjnové revoluce a následné ruské občanské války, kdy ve Francii pobýval se celou svou rodinou. Coco byla v té době již úspěšná, bohatá a uznávaná podnikatelka, která celé jeho rodině nakrátko poskytla přístřeší ve svém domě na jihu Paříže. Coco se s Igorem záhy intimně sblíží, nicméně přítomnost celé jeho rodiny (nemocná manželka Kateřina a jejich čtyři děti) vztah velice komplikuje. Navíc Coco je velmi pracovně vytížená a finančně i jinak zcela nezávislá žena-podnikatelka, která právě v té době vyvíjí zcela nový parfém Chanel No. 5. Nový vztah k jiné ženě Igorovi nicméně pomáhá v komponování, jím nově zkomponovaná hudba je nyní mnohem vášnivější a smyslnější, nicméně jeho rodinný život tím trpí natolik, že Kateřina se všemi dětmi posléze od Coco odjede do francouzských přímořských lázní Biarritz a Igora zde ponechá samotného. Coco se nakonec s Igorem ale stejně rozejde poté, co ji osobně velmi urazí, nicméně Coco jej nadále tajně finančně podporuje a oba zůstávají až do smrti celoživotními přáteli.

## Obsazení
| Mads Mikkelsen        | Igor Stravinskij                               |
| Anna Mouglalis        | Coco Chanel                                    |
| Elena Morozová        | Kateřina Stravinská, manžel Igora Stravinského |
| Natacha Lindinger     | Misia Sert                                     |
| Grigori Manoukov      | Sergej Ďagilev                                 |
| Rasha Bukvic          | ruský velkokníže Dmitrij Pavlovič              |
| Erick Demarestz       | lékař                                          |
| Nicolas Vaude         | Ernest Beaux                                   |
| Anatole Taubman       | Boy Capel                                      |
| Maxime Danielou       | Theodore                                       |
| Sophie Hasson         | Ludmila                                        |
| Nikita Ponomarenko    | Soulima                                        |
| Clara Guelblum        | Milene                                         |
| Olivier Claverie      | Joseph                                         |
| Catherine Davenier    | Marie                                          |
| Marek Kossakowski     | Vaslav Nijinsky                                |
| Jérôme Pillement      | Pierre Monteux                                 |
| David Tomaszewski     | první houslista                                |
| Marek Tomaszewski     | pianista                                       |
| Anton Yakovlev        | Petr                                           |
| Irina Vavilova        | guvernantka                                    |
| Julie Farenc Deramond | prodavačka Julie                               |
| Emy Levy              | zaměstnankyně v butiku u Coco                  |
| Sarah Jérôme          | zaměstnankyně v butiku u Coco                  |
| Tina Sportolaro       | Beauxova sekretářka                            |
| Michel Ruhl           | baron                                          |
| David Baschung        | lékař                                          |

## Česká verze
Do českých kin tento film nebyl (na rozdíl od "konkurenčního" francouzského snímku Coco Chanel) vůbec uveden. Na DVD disku byl v českém znění vydán až na jaře roku 2011.